# Maria Grand
Pour les articles homonymes, voir Grand.
María Kim Grand (née en 1992 à Genève) est une musicienne suisse de jazz (saxophone ténor, voix, composition),. Elle est également artiste visuelle et éducatrice.
Elle vit à New-York depuis 2011.
Elle effectue des tournées en Europe, aux États-Unis et en Amérique du Sud, aussi bien comme leader que comme membre de groupes, jouant dans des clubs, des salles de concert ou lors de festivals.

## Formation et carrière

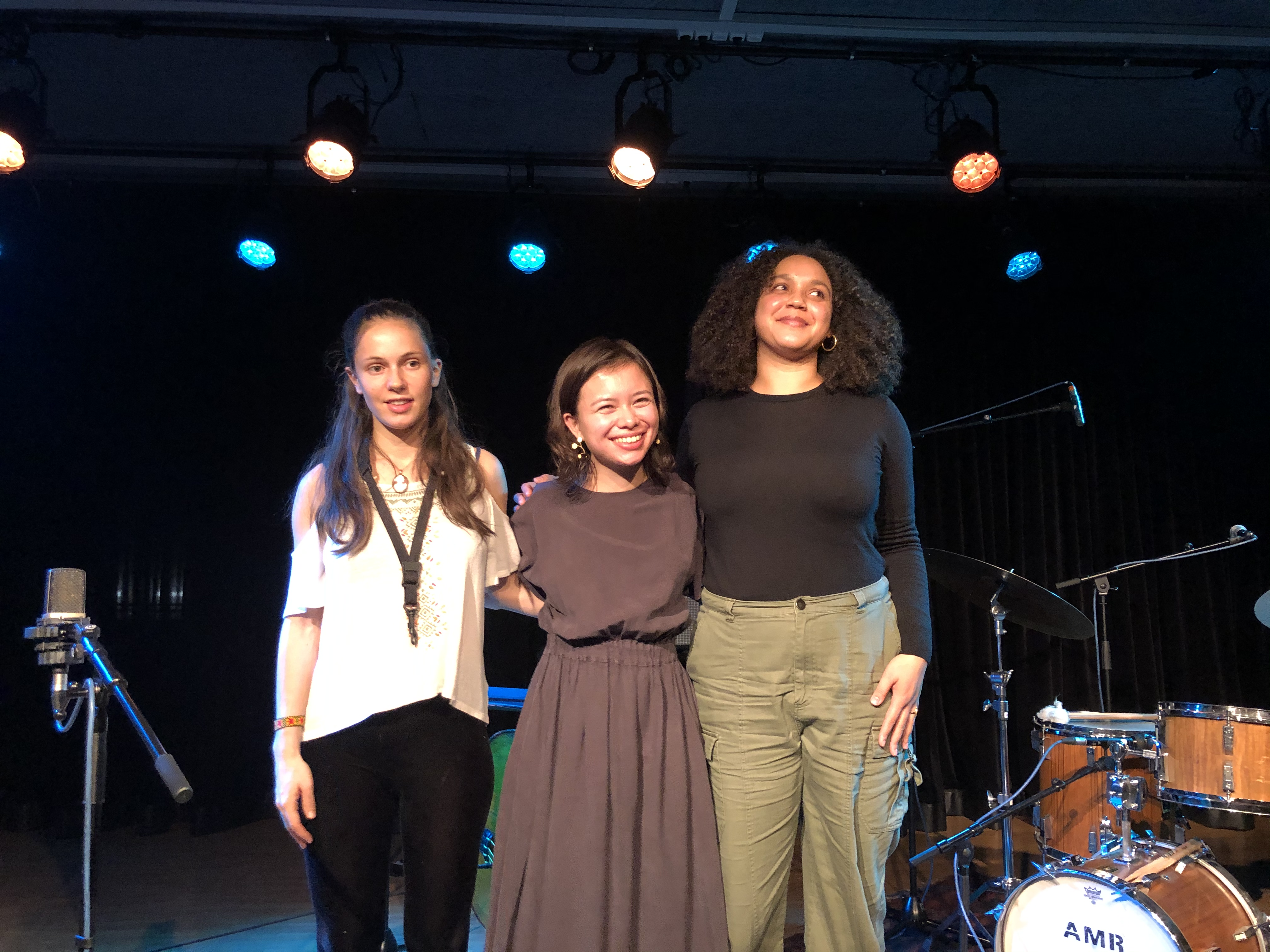
Maria Grand, Kanoa Mendenhall et Savannah Harris en concert à l’AMR 8.11.2019

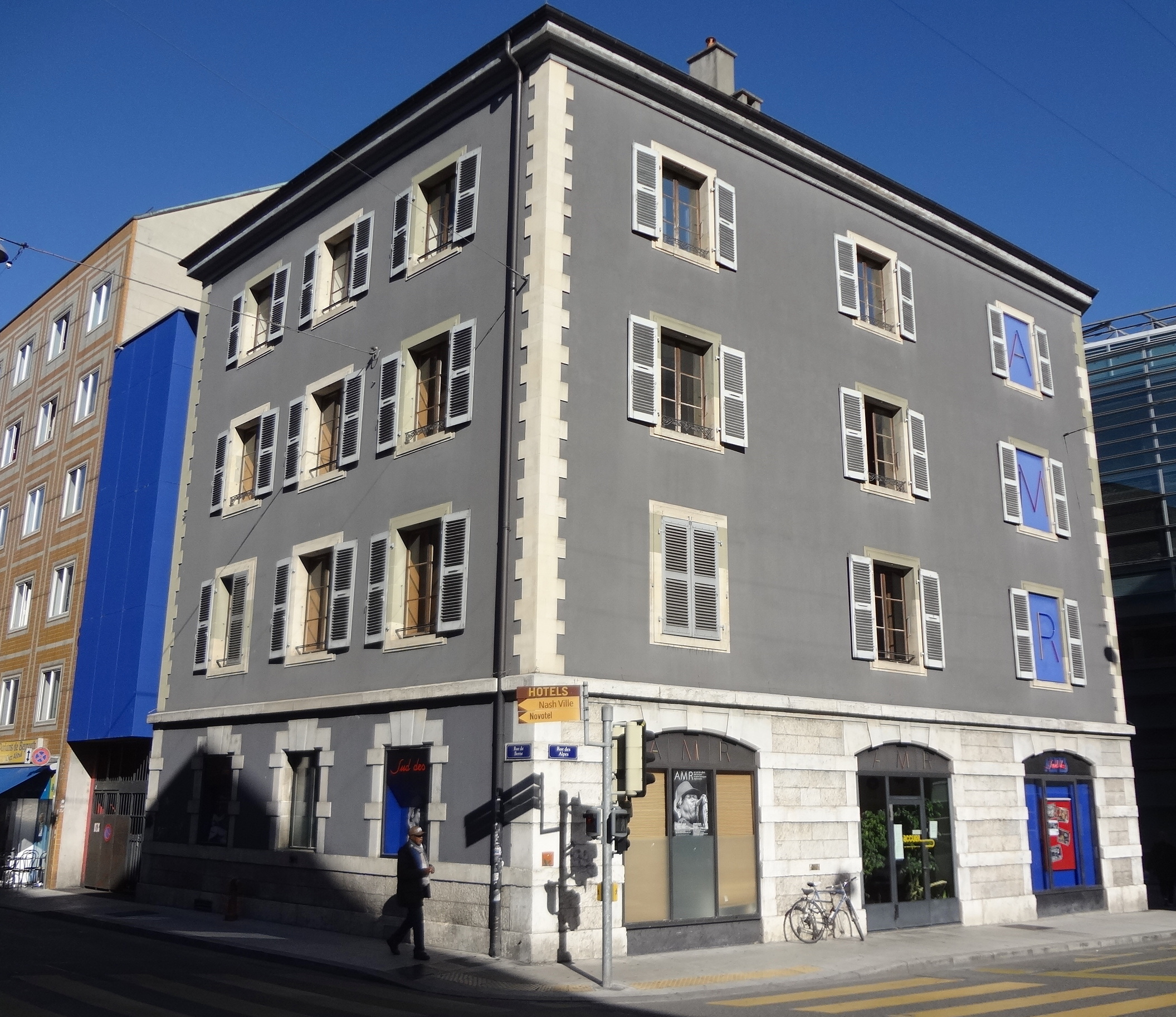
L'AMR où Maria Grand fait ses débuts à Genève

Née dans une famille de musiciens, María Grand commence à jouer du saxophone à l'âge de dix ans. Elle reçoit son premier instrument en 2002, un soprano coudé, et fait ses débuts au sein de l'AMR à Genève.
Après un premier voyage à New-York en 2008, elle y déménage en 2011 pour étudier la musique. À son arrivée aux États-Unis, elle suit des cours avec Ohad Talmor, Steve Coleman et Antoine Roney, et étudie pendant trois semestres au City College of New York. Elle rencontre aussi le saxophoniste Von Freeman à Chicago peu avant sa disparition.
María Grand commence sa carrière en tant que sideman. Elle fait une tournée européenne en 2012 avec le quatuor d'Antoine Roney. Elle joue au North Sea Jazz Festival avec le quintet de Doug Hammond. Avec le Talea Ensemble de Steve Coleman elle se produit au Newport Jazz Festival en 2013, et participe ensuite à deux albums du saxophoniste (Synovial Joints, Morphogenesis). Par la suite, elle joue avec Larry Roland, Valery Ponomarev, Howard Williams, Steve Lehman, Julian Priester, Vijay Iyer, Craig Taborn, Dafnis Prieto, John Zorn et Darcy James Argue, et participe également à l'enregistrement d'albums de Román Filiú, Greg Fox, Tamara Renée et Doug Hammond.
Elle donne son premier concert en tant que leader à New-York en 2015 à la Jazz Gallery.
En 2017 elle reçoit une commande pour Embracements, une performance avec une danseuse et huit musiciens.
Avec son groupe DiaTribe, elle enregistre deux disques Tetrawind et Magdalena.
Elle enregistre son premier EP, TetraWind, en 2017 sous le label Biophilia, en compagnie de Román Filiú, Rashaan Carter, David Bryant et Craig Weinrib. NYC Jazz Record sélectionne le morceau comme étant «l'un des meilleurs premier titre de  2017».
Son premier album complet, Magdalena, sort en 2018 toujours chez Biophilia. L'ensemble jouant sur l'album est formé de Jasmine Wilson, Amani Fela, Mary Halvorson, David Bryant, Fabian Almazan, Rashaan Carter et Jeremy Dutton. L'album est acclamé sur Billboard et décrit comme « l'un des dix meilleurs albums de jazz de 2018 sélectionné par les critiques».
Elle est l’une des fondatrices en 2018 du collectif « We Have Voice », pour créer un environnement de travail plus sûr et lutter, à la suite du le mouvement MeToo, contre les discriminations et violences sexuelles dans le domaine de la musique. En 2017, elle accuse le saxophoniste Steve Coleman de harcèlement sexuel, l'accusant de profiter de sa situation de mentor pour lui imposer des relations sexuelles de 2011 à 2016. Le saxophoniste réplique en octobre 2018 avec un procès et une demande de dédommagement de 500 000 $ pour les engagements musicaux perdus à la suite de ces révélations. En mars 2021, le jugement donne raison à Maria Grand.
Fin juillet 2019, elle fait une tournée avec son nouveau trio composé de Linda May Han Oh à la contrebasse et de Savannah Harris à la batterie. Le 8 novembre 2019, elle entame une tournée à Genève, sa ville natale, par un concert à l'AMR, toujours avec son trio, cette fois avec Kanoa  Mendenhall qui remplace Linda à la contrebasse, et toujours Savannah Harris à la batterie,.
Son album Reciprocity sorti en 2021 reçoit un « choc » du magazine Jazz Magazine, qui y voit un univers alliant rigueur conceptuelle et dimension poétique.

## Discographie

### En tant que leader
- 2017 : Tetrawind avec Román Filiu, David Bryant, Rashaan Carter, Craig Winrib.
- 2018 : Magdalena avec Jasmine Wilson, Amani Fela, Mary Halvorson, David Bryant, Fabian Almazan, Rashaan Carter, Jeremy Dutton[12],[13].
- 2021 : Reciprocity avec  Kanoa  Mendenhall et Savannah Harris, Biophilia Records

### En tant que sideman
- 2015: Synovial Joints avec Steve Coleman and The Council of Balance.
- 2017: Morphongenesis avec Steve Coleman's Natal Eclipse.
- 2017: Progression avec Greg Fox.
- 2017: May Be Blue avec Doug Hammond.
- 2017: Conjur Woman avec Tamara Renée.
- 2018: Quartera avec Roman Filiú.
- 2020:  Artlessly Falling avec le Code Girl de Mary Halvorson.
- 2022: The Parable of the Poet avec Joel Ross
- 2025 : Radio Paradise, Yaron Herman (Naïve) avec Alexandra Grimal, Haggai Cohen Milo, Ziv Ravitz[14]